# Sfântul Rochus
Sfântul Rochus (n. 1295, Montpellier, Coroana Aragonului – d. 16 august 1327, Montpellier, Franța) a fost un pelerin și taumaturg francez; este venerat ca sfânt în Biserica Catolică și este patron al mai multor orașe și sate. A fost cel mai invocat sfânt, din Evul Mediu încoace, ca ocrotitor împotriva ciumei. Patronajul său s-a extins treptat în lumea țărănească, la animale, la catastrofe majore precum cutremure, epidemii și boli foarte grave; într-un sens mai modern, este un mare exemplu de solidaritate umană și caritate creștină, în semnul voluntariatului. De-a lungul secolelor a devenit unul din cei mai cunoscuți sfinți de pe continentul european și de peste mări, dar a rămas și unul dintre cei mai misterioși.

## Biografia

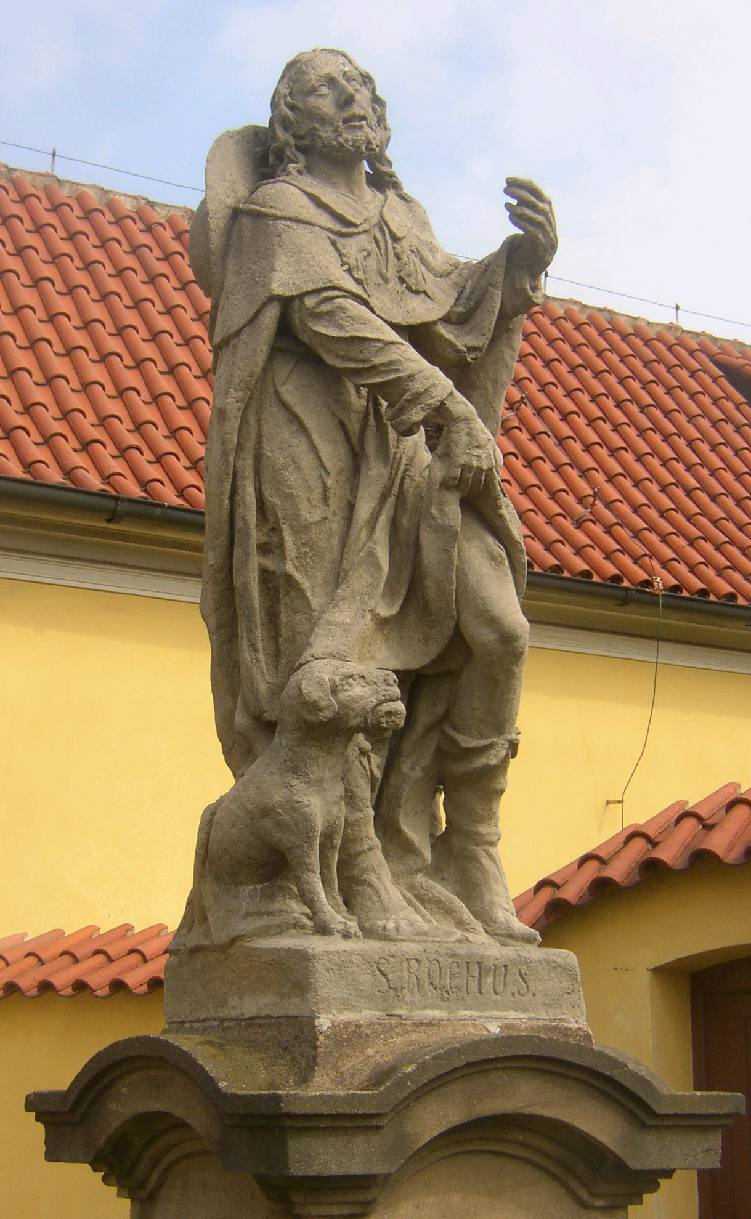
Statuia Sfântul Rochus, Bílá Hora, Praga (1751).

Potrivit operei Legenda aurea, s-a născut la Montpellier, la acea vreme „la granița Franței”, fiul nobilului guvernator al acelui oraș, probabil din familia Delacroix. Chiar și nașterea sa a fost considerată o minune, căci mama sa nobilă a fost stearpă până când s-a rugat Fecioarei Maria. Marcat de la naștere cu o cruce roșie pe sânul său, care a crescut odată cu el, a început devreme să manifeste o asceză strictă și o mare evlavie; în zilele în care „când mama sa devotată postea de două ori pe săptămână, binecuvântatul fecior Rochus se abținea și el de două ori, când mama lui mânca o dată pe săptămână, și el sugea din sânul matern doar o dată în acea zi.”
La moartea părinților săi în al douăzeci și doi de ani, el a distribuit toate bunurile lor lumești printre săraci, la fel ca Francisc de Assisi - deși tatăl său, pe patul de moarte, l-a rânduit guvernator al orașului Montpellier - și a pornit spre Roma ca pelerin cerșetor. Ajuns în Italia în timpul unei epidemii de ciumă, a îngrijit bolnavii din spitalele publice din Acquapendente, Cesena, Rimini, Novara, și Roma și se spune că a făcut multe vindecări miraculoase făcând semnele crucii și punând mâinile sale pe bolnavi între timp ce ruga. La Roma, potrivit Legenda aurea, a salvat „cardinalul Angleriei din Lombardia”, făcând semnul crucii pe fruntea lui, care a rămas miraculos. Slujind la Piacenza, el însuși s-a îmbolnăvit. A fost prin urmare expulzat din oraș și s-a retras în pădure, unde și-a făcut singur o colibă cu ramuri și frunze, care a fost alimentată în mod minunat cu apă de la un izvor care a apărut în acel loc; ar fi pierit dacă n-ar fi fost un câine care i-a dat pâine și i-a lins rănile, vindecându-le. Stăpânul acestui câine, posibil, contele Gottardo Pallastrelli, după ce l-a urmărit pe acesta între timp ce transporta pâinea, l-a găsit pe Sfântul Rochus și l-a făcut însoțitorul său.
Între timp ciuma a reapărut din nou în Piacenza și Rochus s-a întors din nou în oraș pentru a ajuta bolnavii; eradicând definitiv boala din oraș și din satele din jur, sfântul s-a retras în pădure, pentru a avea grijă de animalele afectate de ciumă, și de data asta nu singur, ci însoțit de mai mulți locuitori al orașului Piacenza care deveniseră discipolii săi.
Unele surse spun că, o dată ce gătase sarcina, a decis să se întoarcă acasă. La întoarcerea sa în secret la Montpellier, a fost arestat ca spion (prin ordinele propriului unchi) și aruncat în închisoare, unde a stat cinci ani și a murit la 16 august 1327, fără să-și dezvăluie numele, pentru a evita gloria lumească.
Orășenii l-au recunoscut și prin semnul său de naștere; Rochus a fost curând canonizat în mintea populară., și a fost ridicată o mare biserică în memoria sa.
Data (1327) susținută de Francesco Diedo pentru moartea Sfântul Rochus ar preceda apariția traumatică a Morții Negre în Europa (1347–49) după secole îndelungate de absență, motiv pentru care a apărut o bogată iconografie cu Sfântul Rochus ca protector împotriva ciumei.

## Venerația

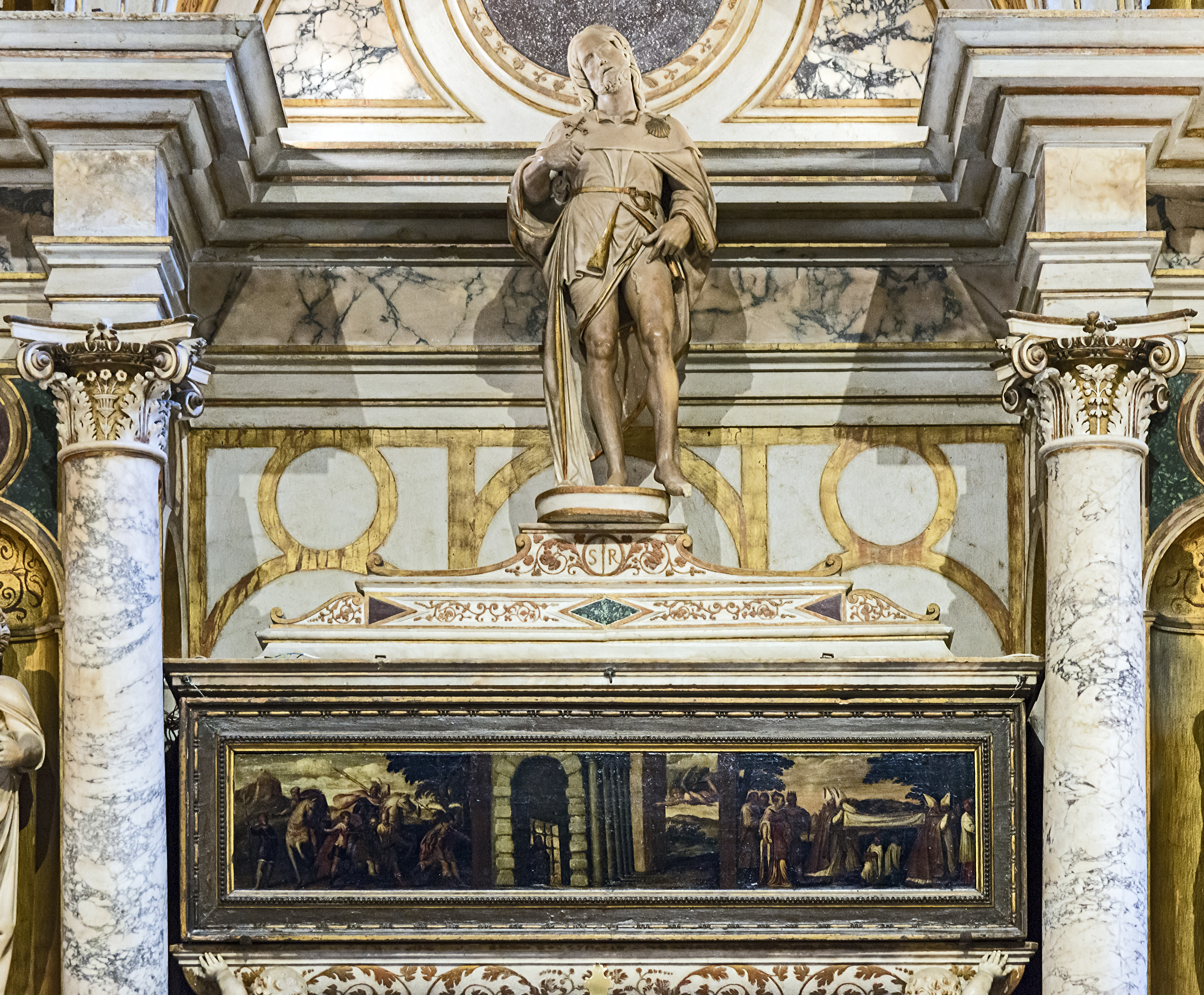
Mormântul Sfântului Rochus în Veneția.

Popularitatea sa, inițială în Italia centrală și de nord și la Montpellier, s-a răspândit prin Spania, Franța, Liban, Țările de Jos, Cehia, Ungaria și Germania, unde a fost adesea inclus în lista celor paisprezece ajutători, a căror venerație s-a răspândit în urma Morții Negre. Scuola Grande di San Rocco din secolul al XVI-lea și adiacenta Chiesa di San Rocco⁠(en)[traduceți] i-au fost dedicate de o frăție din Veneția, unde relicvele sale ar fi fost dus pe furiș și apoi expuse triumfal în 1485; În Scuola Grande se pot găsi niște imagini pe tavan cu Sfântul Rochus pictate de Tintoretto în 1564. Se știe cu siguranță că trupul Sf. Rochus a fost transportat de la Voghera, în loc de Montpellier, așa cum se credea anterior, la Veneția în 1485. Papa Alexandru al VI-lea (1492-1503) a construit o biserică și un spital în onoarea sa. Papa Paul al III-lea (1534-1549) a instituit o frăție numită după el. Clădirea ce o adăpostea a fost ridicată în 1556 de papa Paul al IV-lea; frăția încă mai prosperă și astăzi. Cu toate acestea, Sfântul Rochus nu a fost recunoscut oficial până atunci. În 1590 ambasadorul venețian la Roma a raportat  Republicii Venețiene că a fost îndemnat în mod repetat să prezinte mărturiile, documentarea vieții și a minunilor lui Sfântul Rochus, deja adânc înrădăcinat în viața venețiană, pentru că papa Sixtus al V-lea a fost „de părere că fie trebuie canonizat, fie scos din rândurile sfinților”; ambasadorul avertizase un cardinal cu privire la scandalul general care ar fi rezultat dacă venerarea pe scară largă a Sfântului Rochus ar fi fost promovată ca eretică. Sixtus nu a rezolvat problema, ci a lăsat papilor următori să continue procesul de canonizare.  Succesorul său, Papa Grigore al XIV-lea (1590-1591), a  fixat ziua de 16 august ca zi de sărbătoare a acestui sfânt.
În onoarea sa au fost instituite numeroase frății. În operele de artă, Rochus este de obicei reprezintat în hainele unui pelerin, ridicându-și adesea tunica pentru a arăta rana cauzată de ciumă pe coapsă, și însoțit de un câine care duce niște pâine în gură. Ordinul terțiar franciscan, după tradiție, îl revendică ca membru și include festivitatea lui Rochus în propriul calendar al sfinților, pe 17 august.

## Galerie

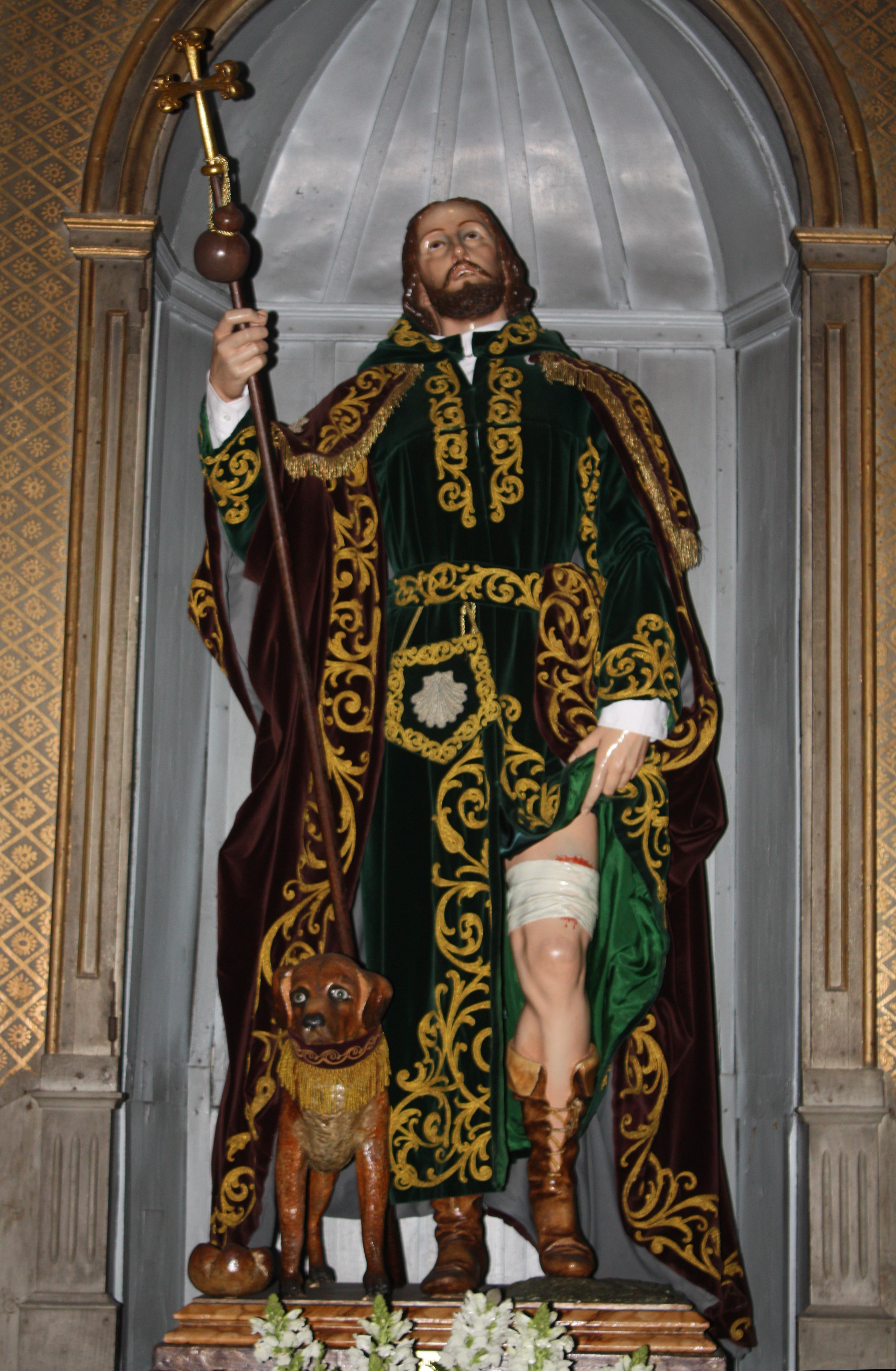
Statuie a Sfântul Rochus.
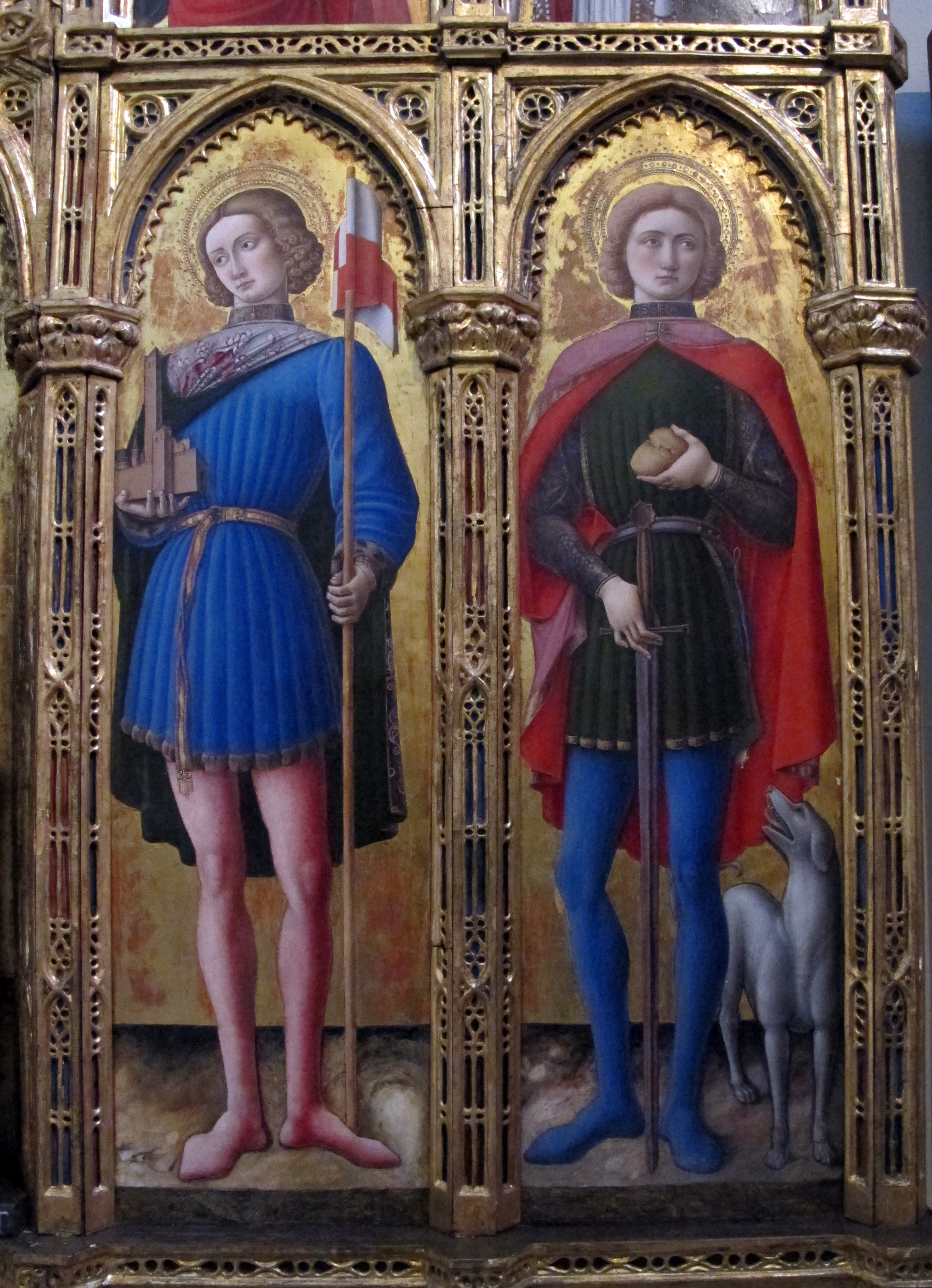
Sfântul Rochus, Pinacoteca Vaticana, Muzeele Vaticane.
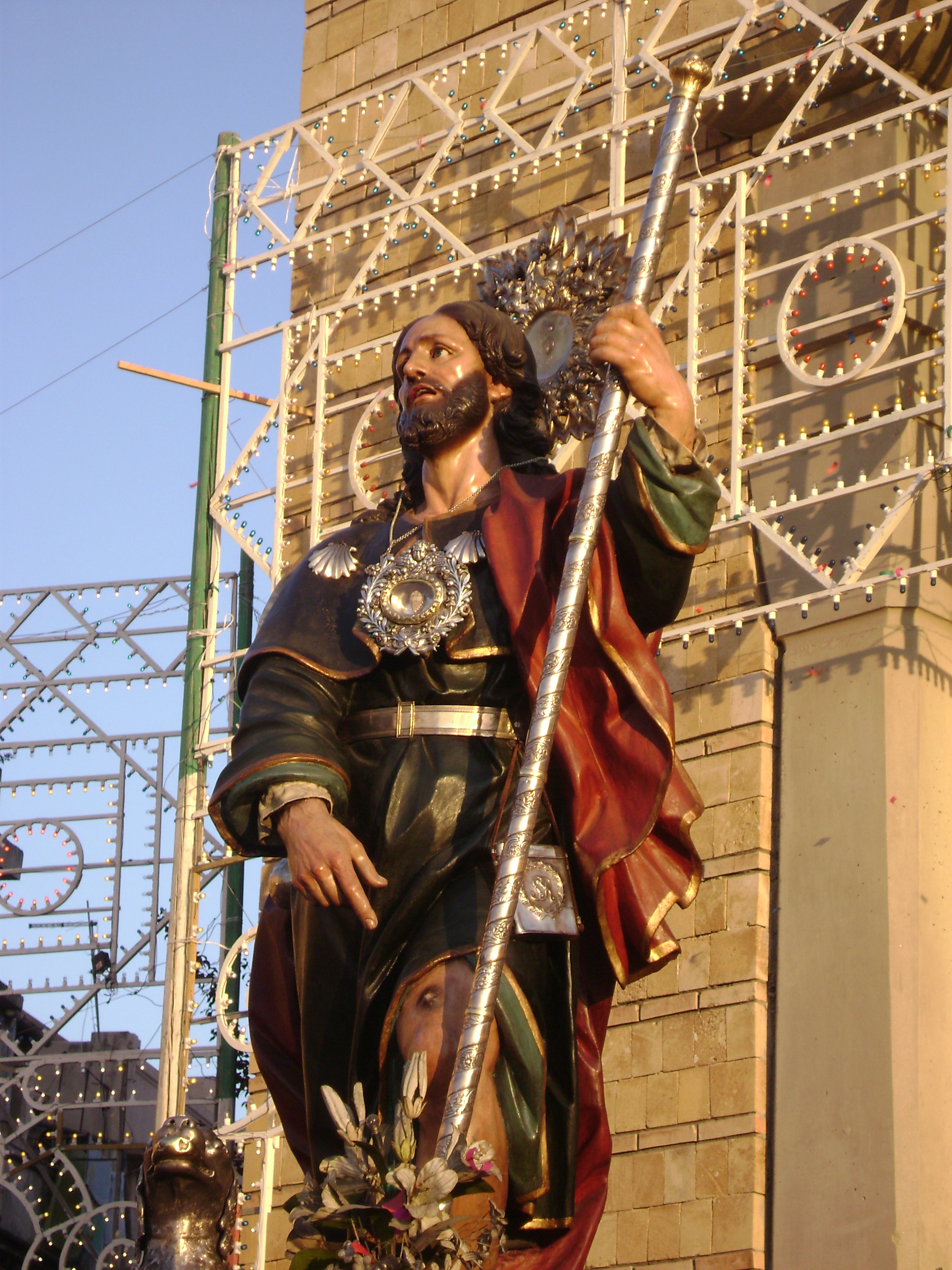
Sfântul Rochus, Scilla, Calabria, Italia.
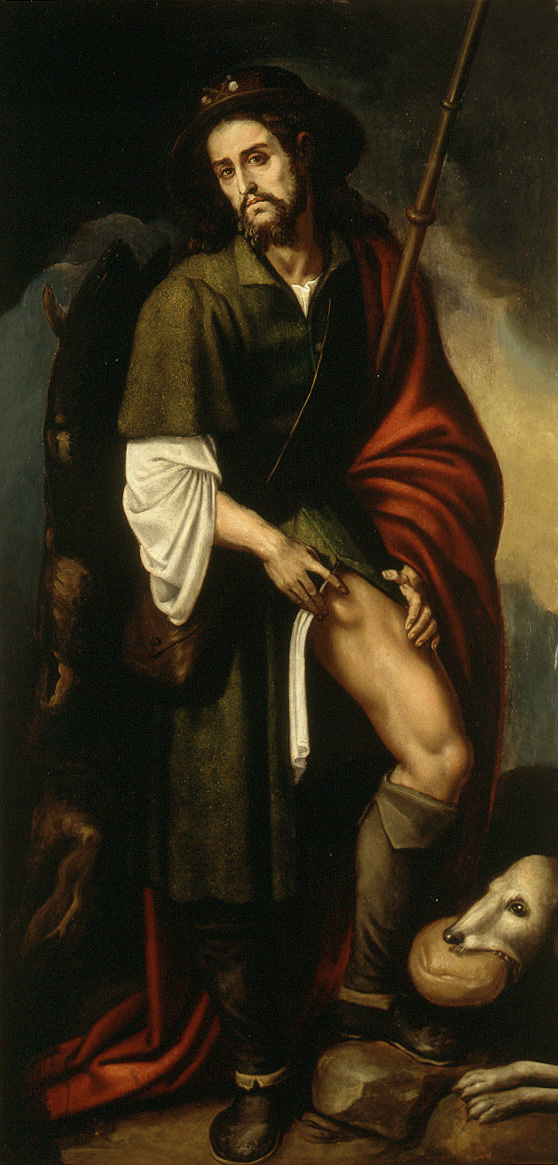
Sfântul Rochus de Francesco Ribalta, aproximativ 1625, Museo de Bellas Artes, Valencia.
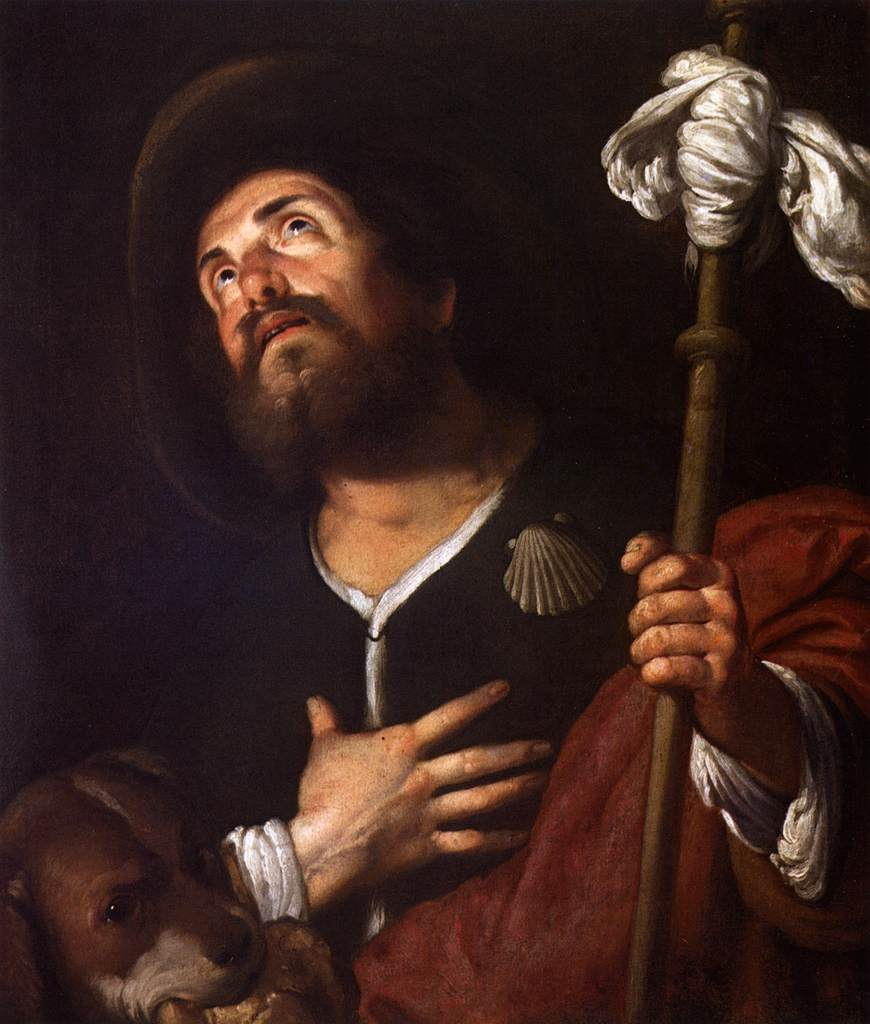
Sfântul Rochus, pictat de Bernardo Strozzi.
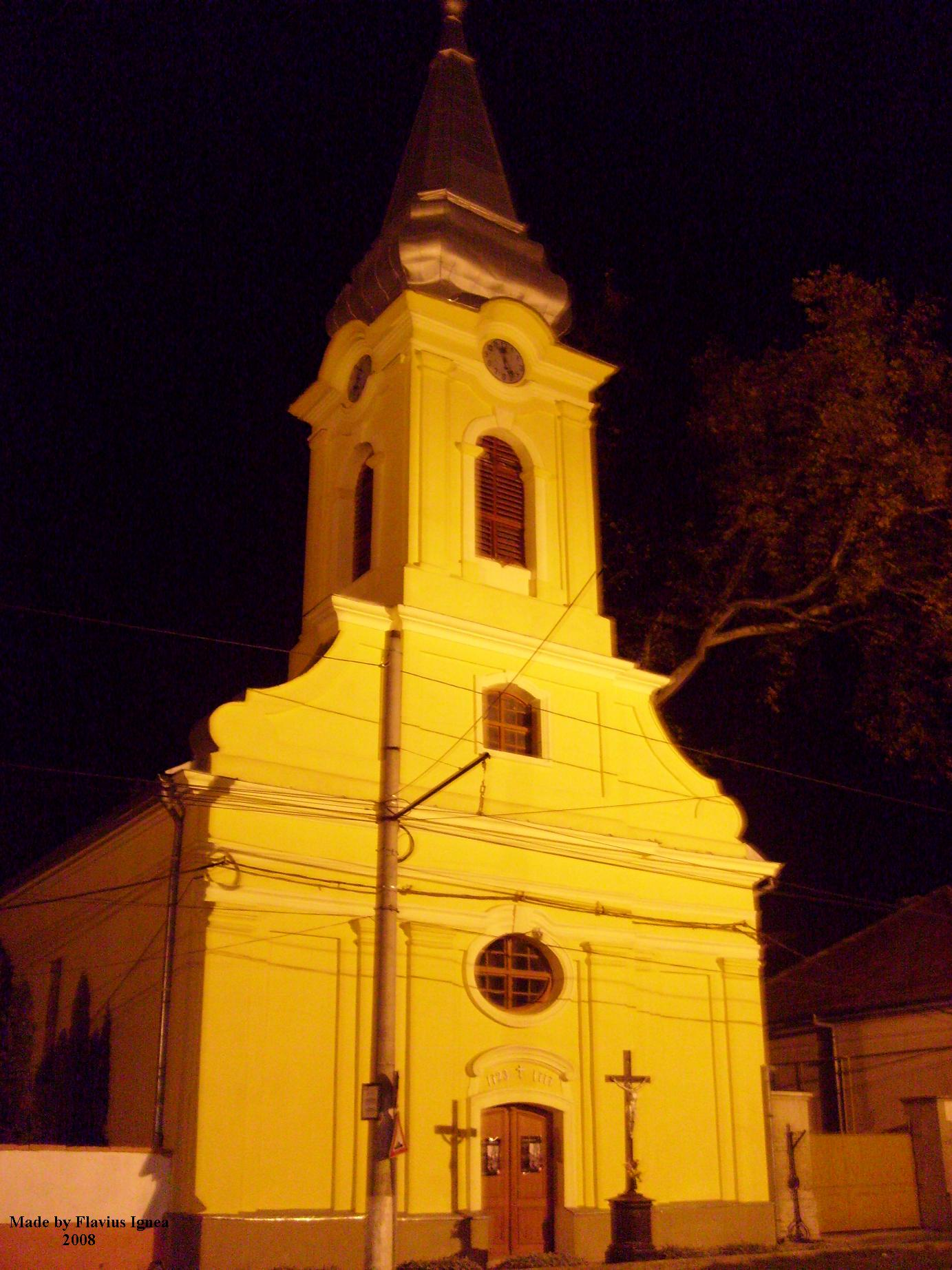
Biserica romano-catolică Sfântului Rochus din Freidorf, Municipiul Timișoara.
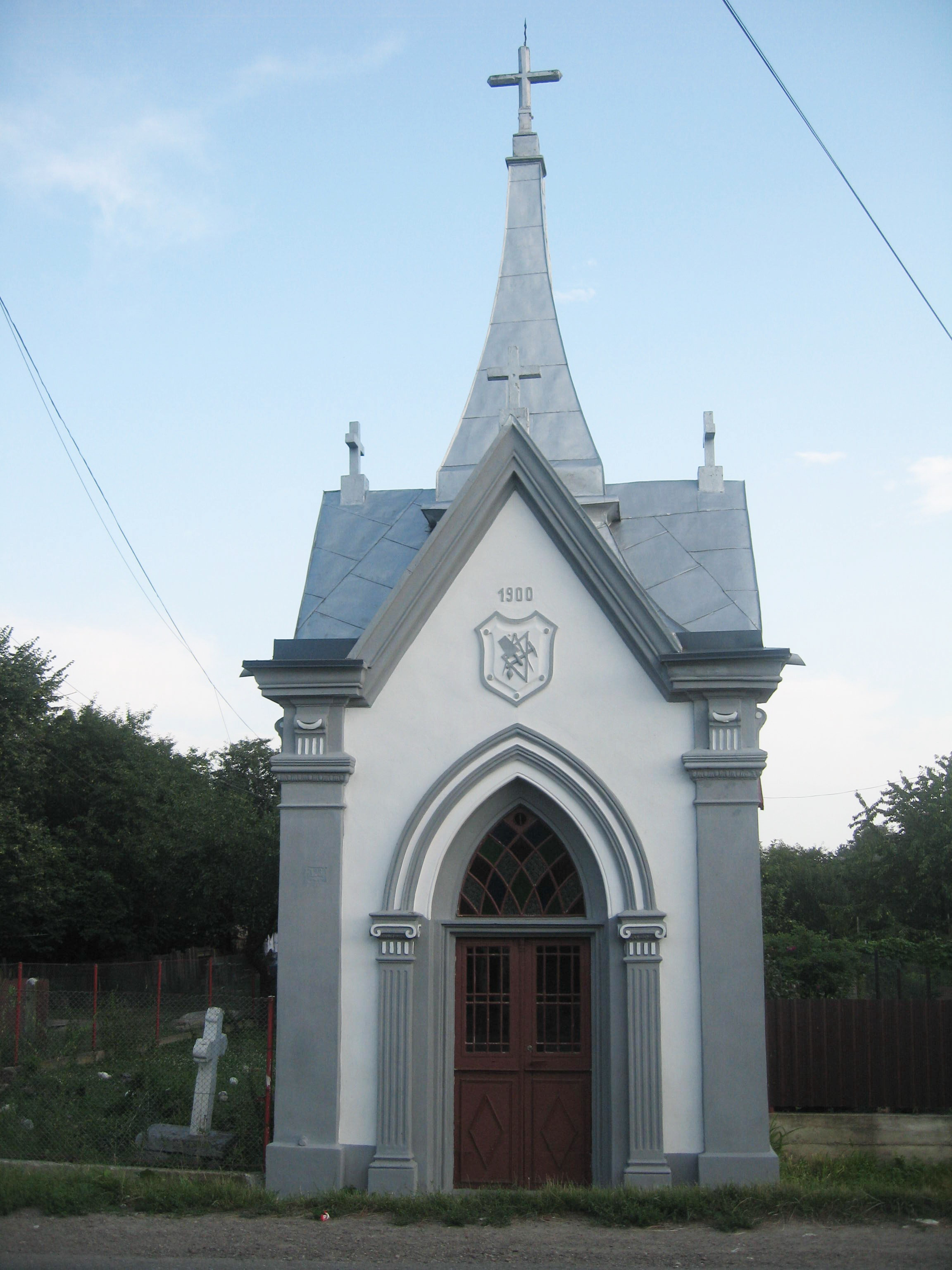
Capela Sf. Rochus din Rădăuți.
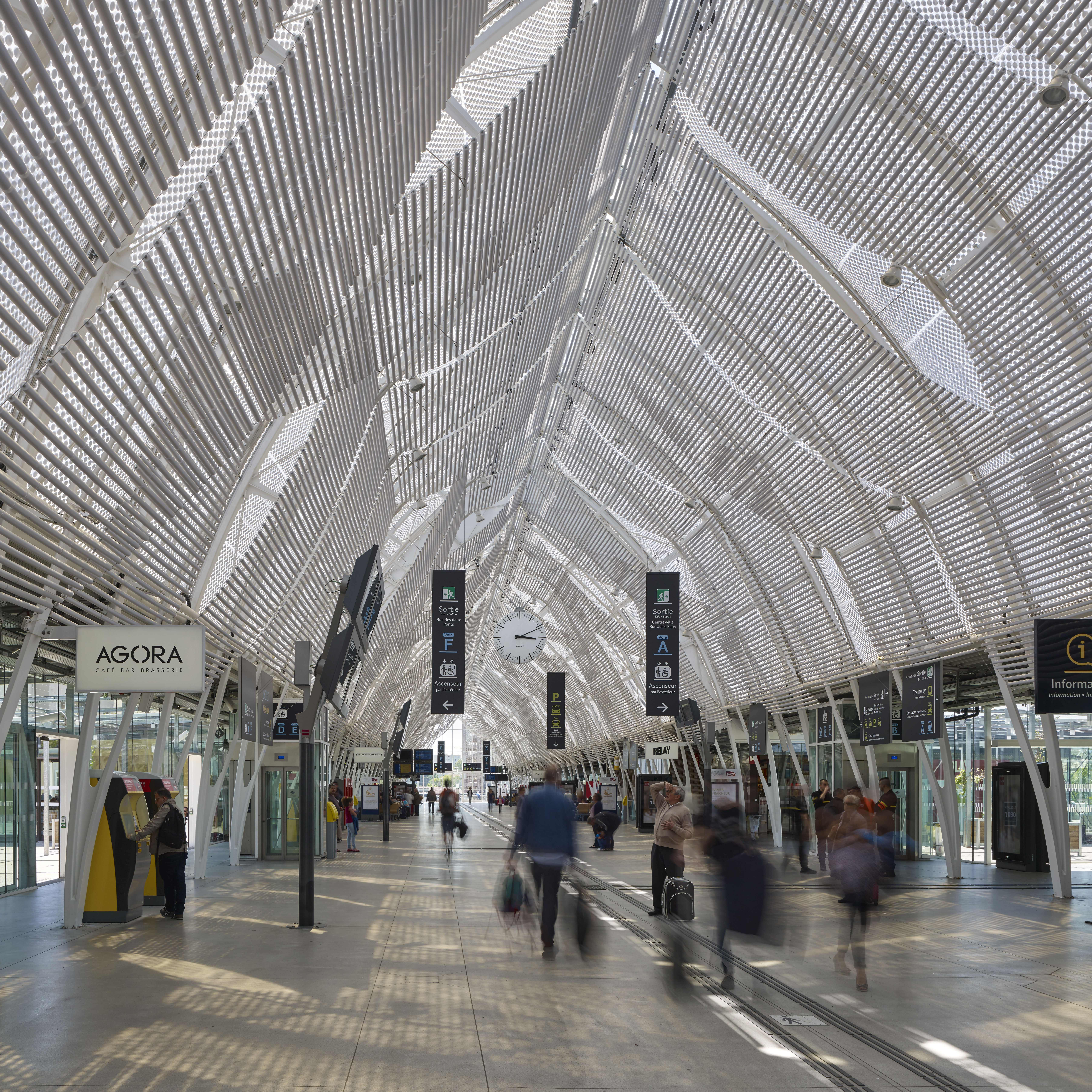
Gara Montpellier-Saint-Roch